# Francisco Huenchumilla
Francisco Segundo Huenchumilla Jaramillo (Temuco, 22 de marzo de 1944) es un abogado, académico y político chileno de origen mapuche, militante del Partido Demócrata Cristiano (PDC). Desde marzo de 2018 ejerce como senador de la República en representación la  Circunscripción n.º 11, Región de La Araucanía, periodo legislativo 2018-2026.
Anteriormente ejerció como diputado de la República durante tres periodos consecutivos, desde 1990 hasta 2002); alcalde de la comuna de Temuco entre 2004 y 2008, y fungió como subsecretario de Marina y ministro Secretario General de la Presidencia durante el gobierno del presidente Ricardo Lagos. Asimismo, entre marzo de 2014 y agosto de 2015 se desempeñó como intendente de la Región de La Araucanía, en el marco de la segunda administración de la presidenta Michelle Bachelet.

## Familia y estudios
Nació del matrimonio conformado por Francisco Huenchumilla Pichihueche, suboficial del Ejército, y Blanca Delia Jaramillo Rivera. De niño fue afectado por una tuberculosis que lo obligó a cinco años en reposo.
Realizó su estudios primarios en la Escuela N.º 4 de Temuco y en la Escuela Misional de Padre Las Casas; los secundarios, en tanto, en el Seminario Capuchino de San José de la Mariquina y en el Seminario de Paine. Posteriormente ingresó a estudiar derecho en la Facultad de ese ramo de la Universidad de Chile, donde obtuvo su licenciatura en ciencias jurídicas y sociales, con la memoria: Seguridad Social Estudiantil de 1969. Se tituló de abogado el 16 de abril de 1971.
Está casado desde 1983, en segundas nupcias (con permiso eclesiástico), con María Antonieta Suárez. Es padre de seis hijos.

## Trayectoria política

### Dirigente regional y diputado

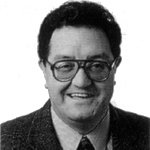
Fotografía oficial de Huenchumilla como diputado en la década de 1990.

Ingresó al Partido Demócrata Cristiano (PDC) en 1964, fue consejero, presidente provincial y delegado a la Junta Nacional de la Democracia Cristiana. Fue presidente de la Asociación de Trabajadores de la Corporación de la Reforma Agraria en Cautín (1971-1973), dirigente de la Central Unitaria de Trabajadores de Chile (CUT) provincial y consejero del Colegio de Abogados de Chile. Posterior a 1973, asesoró a empresas, organizaciones y sindicatos. Asimismo, se dedicó a la labor docente, como académico de la Universidad de La Frontera de Temuco.
Participó para el plebiscito nacional de 1988 como coordinador de la opositora Concertación de Partidos por la Democracia y fue presidente del comando del No en La Araucanía.
En las elecciones parlamentarias de 1989 fue elegido como diputado por el entonces distrito n.° 50, correspondiente a las comunas de Temuco y Padre Las Casas (Región de La Araucanía), por el periodo legislativo 1990-1994. Obtuvo el 38,67% de los sufragios válidos totales. En este periodo integró la Comisión Permanente de Hacienda, y la de Defensa Nacional. Fue además, miembro de la Comisión Especial de Pueblos Indígenas, de la cual fue presidente; y de la Comisión Especial de Servicios de Inteligencia.
También fue subjefe de la bancada de deputados Demócrata Cristianos. Viajó a la 96° Conferencia de la Unión Interparlamentaria celebrada en China, donde también se reunió con el vicepresidente del Comité Permanente de la Asociación Panamericana Nikkei, APN, Chen Muhua, el 29 de septiembre de 1996.
En las elecciones parlamentarias de 1993 fue reelecto como diputado, por el mismo distrito n.º 50 de la Región de La Araucanía, por el periodo 1994-1998. Continuó integrando la Comisión Permanente de Hacienda y la de Defensa Nacional. Fue primer vicepresidente de la Cámara, entre el 19 de marzo y el 19 de noviembre de 1996.
En las elecciones parlamentarias de 1997, obtuvo su segunda reelección como diputado por el distrito n.º 50, por el periodo 1998-2002. En esta oportunidad integró solamente la Comisión Permanente de Hacienda.
En 2001 perdió una lucha interna por quedarse con la candidatura senatorial a manos del también DC Jorge Lavandero. Paralelamente, a fines de ese año, fue designado por el presidente Ricardo Lagos, como integrante de la «Comisión de Verdad Histórica y Nuevo Trato con los Pueblos Indígenas», asesora del presidente en el "conocimiento de la visión de los pueblos indígenas sobre los hechos históricos del país" y encargada de recomendar una nueva política de Estado en relación con los pueblos originarios.

### Ministro y alcalde

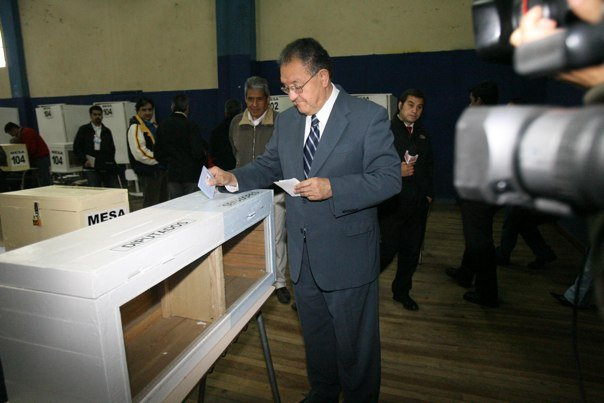
Huenchumilla votando en 2009.

El 26 de septiembre de 2002, y tras terminar su inhabilidad de seis meses luego de dejar el Congreso Nacional, juró como subsecretario de Marina del presidente Ricardo Lagos, cargo que desempeñó hasta ser nombrado en abril de 2003 como ministro Secretario General de la Presidencia.
Renunció al puesto el 10 de junio de 2004 para postularse como alcalde por Temuco (en las elecciones municipales de aquel año), venciendo con un 56,03% de los votos. Ejerció su periodo de cuatro años hasta diciembre de 2008. Un año más tarde perdió la contienda electoral por la Cámara Alta en La Araucanía Sur.
En las elecciones municipales de 2012, participó como candidato a alcalde de Temuco, en representación de su partido, en la Lista F «Concertación Democrática», obteniendo 29.905 votos, correspondientes al 37.51% del total de sufragios válidamente emitidos, sin resultar electo al ser superado por Miguel Becker, de Renovación Nacional (RN).

### Intendente de La Araucanía
En febrero de 2014, Michelle Bachelet, entonces presidenta electa, lo nombró —para encabezar su segundo gobierno— como intendente de la Región de La Araucanía, cargo que asumió el 11 de marzo de ese mismo año.
En su gestión como intendente, intentó acercarse a las comunidades mapuches de la Región, con el fin de buscar una solución a sus reivindicaciones étnicas. El 12 de marzo de 2014 leyó una declaración en donde pedía perdón al pueblo mapuche «por el despojo que el Estado de Chile le hizo de sus tierras». Su estrategia fue valorada tanto positiva como negativamente al interior de las comunidades, al mismo tiempo que fue criticado desde la oposición al gobierno, gatillando incluso una interpelación contra el ministro del Interior y Seguridad Pública, Rodrigo Peñailillo. Fue removido del cargo el 25 de agosto de 2015.

### Senador de la República
Compitió por un escaño en el Senado, representando a la 11° Circunscripción de La Araucanía, en las elecciones parlamentarias de 2017, dentro del pacto «Convergencia Democrática», por el período 2018-2026. Obtuvo 38.203 votos, equivalentes al 11,31% de los sufragios válidamente emitidos. Asumió el cargo el 11 de marzo de 2018.
Desde el 21 de marzo de 2018, integra las comisiones permanentes de Constitución, Legislación, Justicia y Reglamento, de la cual fue su presidente hasta el 12 de marzo de 2019; y de Ética y Transparencia del Senado, la cual preside desde el 20 de marzo de 2019; y desde el 4 de abril del año 2018, la Comisión Permanente de Seguridad Pública y el Grupo Bicameral de Transparencia. Asimismo, a contar del 13 de marzo de 2019 integra la Comisión Permanente de Régimen Interior de Senado. A partir del 23 de marzo de 2022, forma parte de la comisión permanente de Defensa Nacional.

## Obra
En paralelo a su actividad profesional y política, es autor de los siguientes libros:
- Huenchumilla Jaramillo, Francisco (2017). Plurinacionalidad: el nuevo pacto. Editorial Pehuén, Santiago, Chile. Disponible en:
- __.- (2003). ¿Quién está pensando sobre el futuro de la democracia?. Presentación en seminario Nuestros desafíos democráticos: 12-13 de noviembre de 2003. Publicado en: Desafíos democráticos: cuadernos de trabajo. Centro de Estudios Independientes, N.º 1 (2004), Santiago de Chile.
- __.- (1969). Seguridad Social Estudiantil. Memoria para optar al Grado de Licenciado en Ciencias Jurídicas y Sociales. Facultad de Derecho, Universidad de Chile.

## Historial electoral

### Elecciones parlamentarias de 1989
- Elecciones parlamentarias de 1989, candidato a diputado por el distrito 50, Temuco[20]

### Elecciones parlamentarias de 1993
- Elecciones parlamentarias de 1993, candidato a diputado por el distrito 50, Temuco[21]

### Elecciones parlamentarias de 1997
- Elecciones parlamentarias de 1997, candidato a diputado por el distrito 50, Temuco y Padre Las Casas[22]

### Elecciones municipales de 2004
- Elecciones municipales de 2004, candidato para la alcaldía de Temuco[23]

### Elecciones parlamentarias de 2009
- Elecciones parlamentarias de 2009, candidato a senador por la Circunscripción 15, La Araucanía Sur[24]

### Elecciones municipales de 2012
- Elecciones municipales de 2012, candidato para la alcaldía de Temuco.[25]

### Elecciones parlamentarias de 2017
- Elecciones parlamentarias de 2017, candidato a senador por la Circunscripción 11, Región de la Araucanía (Angol, Carahue, Cholchol, Collipulli, Cunco, Curacautín, Curarrehue, Ercilla, Freire, Galvarino, Gorbea, Lautaro, Loncoche, Lonquimay, Los Sauces, Lumaco, Melipeuco, Nueva Imperial, Padre Las Casas, Perquenco, Pitrufquén, Pucón, Purén, Renaico, Saavedra, Temuco, Teodoro Schmidt, Toltén, Traiguén, Victoria, Vilcún).[26]